# María Bayo

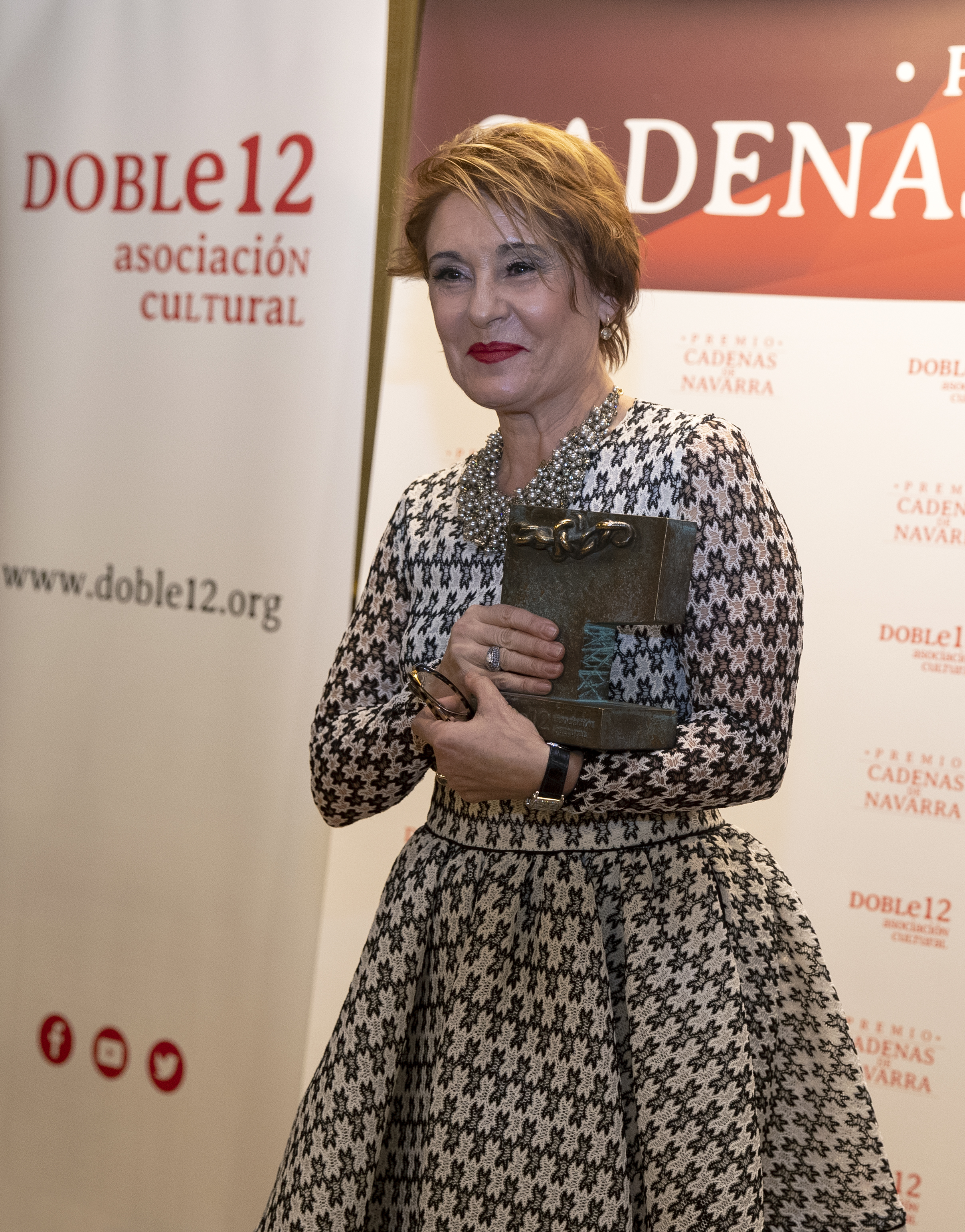
María Bayo, 2018

María José Bayo (* 28. Mai 1961 in Fitero, Navarra, Spanien) ist eine spanische Opern- und Konzertsängerin in der Stimmlage Sopran.

## Leben
María Bayo studierte am Konservatorium in Pamplona und an der Hochschule für Musik Detmold. Sie besuchte Meisterklassen bei der spanischen Mezzosopranistin Teresa Berganza. 1988 begann ihre internationale Karriere mit dem Gewinn des 1. Preises beim Belvedere Wettbewerb in Wien. Danach folgten Engagements an vielen großen Opernhäusern und -festspielen.
Kritiker loben ihr Charisma, den Glanz ihres Timbres sowie die Eleganz und Harmonie ihrer Stimme. María Bayo wird als „Vertreterin“ des spanischen Barocks bezeichnet, der einen Schwerpunkt ihrer Arbeit darstellt. Gemeinsam mit Plácido Domingo hat sie zahlreiche Konzerte mit spanischer Musik gegeben.
Aufgetreten ist María Bayo unter anderem
- 1991 an der Scala, Mailand als Musetta in Puccinis La Bohème
- 1992 Bei den Schwetzinger Festspielen in Rossinis Tancredi
- 1998 an der Metropolitan Opera, New York als Zerlina in Mozarts Don Giovanni
- 1998–2000 bei den Salzburger Festspielen
- 1999 in Puccinis Turandot (Liù) bei der Einweihung des neuen Liceu in Barcelona
- 2000 San Francisco Opera House als Mimì
- 2006 Barcelona Gran Teatro del Liceu als Adina (L'elisir d'amore)

Ihre Auftritte wurden von namhaften Dirigenten begleitet: Giuseppe Sinopoli, René Jacobs, Riccardo Chailly, Sir Colin Davis, Lorin Maazel und anderen.

## Diskografie (Auswahl)
- Arie Antiche 1990
- Rossini: L’occasione fa il ladro 1992
- Verdi: Un ballo in maschera 1996
- Mozart: Exsultate, Jubilate (Arias) 1997
- Canteloube: Chants d’Auvergne 1998
- Händel: Opera Arias & Cantatas 2000
- Rossini: Arie e Sinfonie 2001
- José de Nebra: Arias de Zarzuelas. Al Ayre Español. Harmonia Mundi Ibérica 987069. 2006
- Händel: Rodrigo. Al Ayre Español. Ambroisie AM 132. 2008